# The Ghan

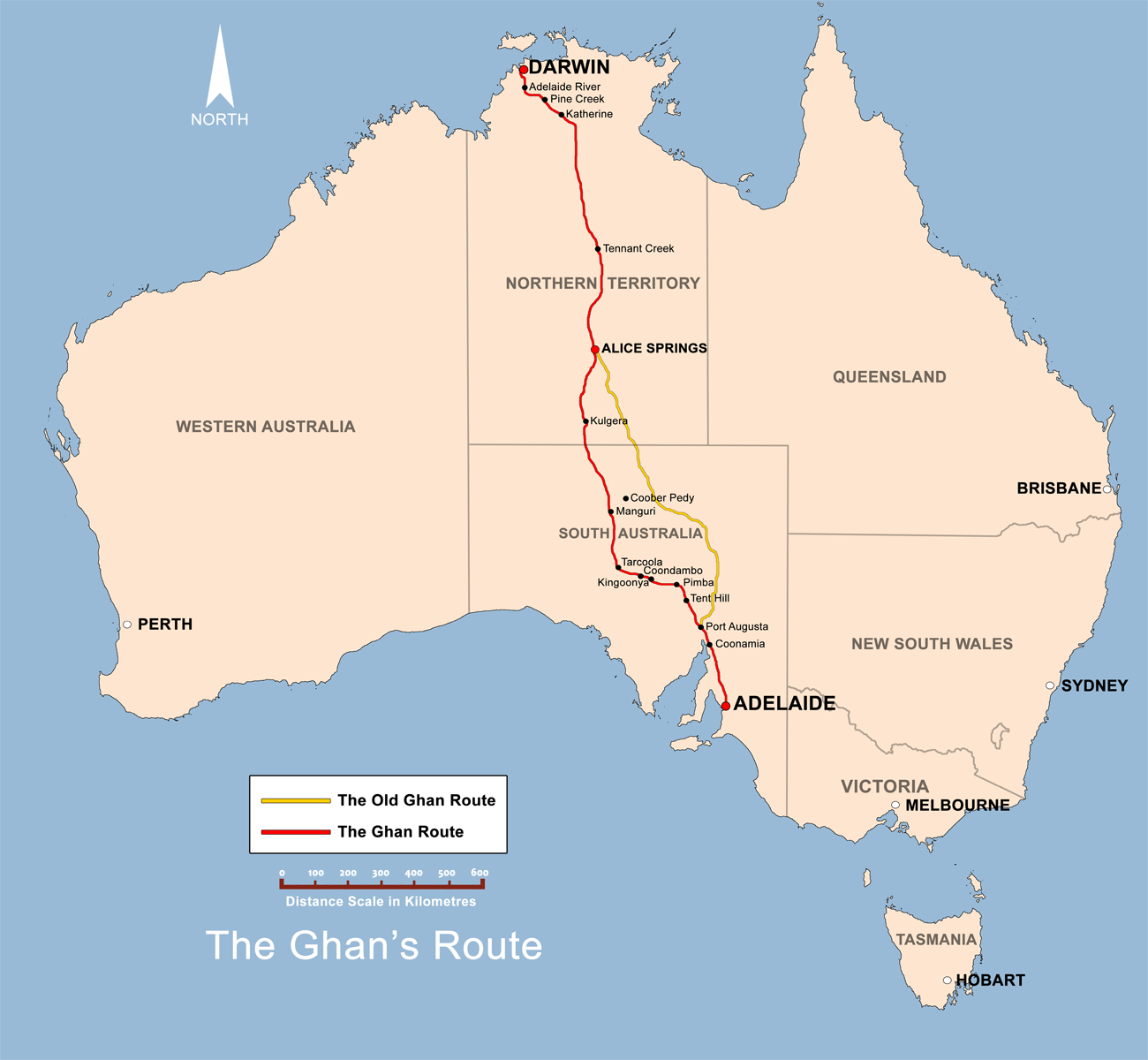
Het traject van The Ghan

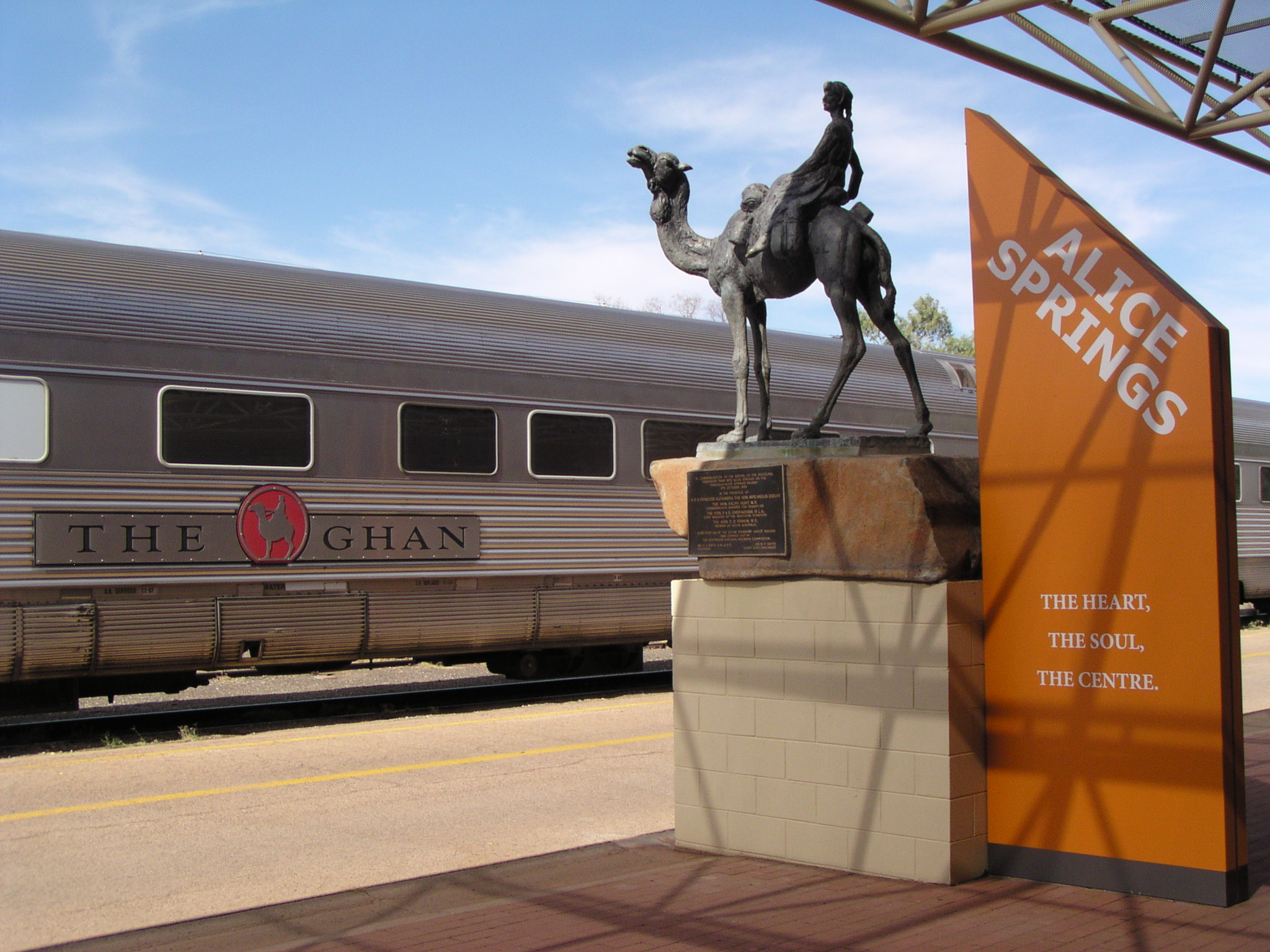
The Ghan op het station van Alice Springs

The Ghan is een treinverbinding dwars door Australië die het zuidelijke Adelaide via Alice Springs met het noordelijke Darwin verbindt. De oorspronkelijke naam was Afghan Express en was ontleend aan de kamelenkaravanen die voordien het transport over die route verzorgden.

## Geschiedenis
Doel van de aanleg van de lijn was vanaf het begin de ontsluiting van de Australische Outback, het binnenland. De South Australian Railways besloten tot de aanleg van een smalspoor lijn.
- 1878: Zuiden: Begin van de bouw in Port Augusta
- 1879: Zuiden: voltooiing tot Quorn
- 1883: Zuiden: voltooiing tot Marree
- 1883: Noorden: Begin van de bouw in Palmerston (Darwin)
- 1888: Noorden: voltooiing tot Pine Creek
- 1891: Zuiden: voltooiing tot Oodnadatta
- 1910: Besluit om beide trajecten met elkaar te verbinden
- 1926: Commonwealth Railways verkrijgt de beide trajecten
- 1926: Noorden: voltooiing tot Katherine
- 1929: Noorden: voltooiing tot Birdum, eindpunt in Larrimah
- 1929: Zuiden: The Ghan begint onder de huidige naam en verbindt Port Augusta met Alice Springs.

Door overstromingen spoelden steeds opnieuw bruggen en hele delen van het traject weg, terwijl de houten spoorbiels verloren gingen door termieten en bosbranden. Daarom werd besloten tot de aanleg van een nieuw traject, 150 km ten westen van het oude traject.
- 1957: Zuiden: Traject van Stirling North (bij Port Augusta) naar Marree opnieuw aangelegd en met Adelaide verbonden.
- 1975: Zuiden: Begin van de bouw van het nieuwe traject tussen Tarcoola (aansluiting op Trans-Australian Railway) en Alice Springs
- 1976: Noorden: Exploitatie beëindigd.
- 1980: Zuiden: Nieuwe traject van Tarcoola naar Alice Springs geopend.
- 2001: Noorden: Begin van de bouw van het traject van Alice Springs naar Darwin.
- 2003: Traject bereikt Darwin.
- 2004: Vanaf 2 februari rijden passagierstreinen tot Darwin.[1]

## Diensten
In de Australische winter (juni tot september) rijdt The Ghan twee keer in de week het 2979 km lange traject. De totale reisduur bedraagt 50 uur en 30 minuten. De rest van het jaar rijdt de trein één keer per week het gehele traject.
Vooral in de zomer zijn de treinen reeds lang van tevoren volgeboekt en is het meestal niet meer mogelijk zonder reservering met de trein te reizen. Evenals de Indian Pacific (tussen Perth, Adelaide en Sydney) bestaat de trein uit drie klassen namelijk:
- Platinum (meest exclusieve service; vergelijkbaar met Gold maar coupés zijn dubbel zo groot, extra haal- en breng-diensten).
- Gold service (1e klas; eigen coupés met eigen douche/toilet en inclusief eten/drinken); een variant is Gold Exclusief waarbij de coupés wat meer ruimte bieden.
- Red service (2e klas; verstelbare stoelen; eten en drinken moet apart betaald worden).

De meeste rijtuigen bieden de Gold kangarooservice. Daarnaast zijn er nog restauratierijtuigen, bagagerijtuigen en rijtuigen voor het personeel. Een trein kan wel uit dertig rijtuigen bestaan, getrokken door twee diesellocomotieven. De trein is met een dergelijke lengte vaak te lang om in zijn gehele lengte langs het perron te staan en wordt dan in twee delen gesplitst die elk langs een ander perron komen te staan.